# 주가 지수
주가지수(株價指數, stock market index, stock index)는 주식 시장의 상황을 표시하기 위해, 개별 주가를 정해진 방법으로 계산해서 얻은 값이다. 주가의 변동을 나타내기 위한 지표. 일정한 시기의 주가를 기준으로 하여 그 후의 변동을 100분비로 나타낸다.

## 주요 주가 지수
- 가권지수
- 코스피 지수
- 코스닥 지수
- 코스피 200
- 코스피 100
- 다우 존스 산업평균지수
- 나스닥 종합주가지수
- 나스닥 100지수
- S&P 500지수
- DAX
- 닛케이 225
- 토픽스
- 상하이 종합지수
- 선전 지수
- 항셍 지수